# Лейди Бърд Джонсън
Клаудия Алта Тейлър Джонсън, позната като Лейди Бърд Джонсън (родена 22 декември 1912 г. и починала на 11 юли 2007 г.) е съпруга на 36-ия президент на САЩ Линдън Джонсън. Първа дама на САЩ от 1963 до 1969 година.

## Ранни години
Родена е в Карнак, Тексас в семейството на Мини Патилла Тейлър (1868 – 1918) и Ти Джей Тейлър. Името „Лейди Бърд“ идва от начина по който я наричали – „Красива като малка птичка (Lady Bird)“.
Завършва училището „Marshall Senior High School“ в Маршал, Тексас, след което завършва журналистика и изкуства в Тексаския Университет в Остин, Тексас.

## Семеен живот
На 17 ноември 1934 година сключва брак с Линдън Бейнс Джонсън в Сан Антонио, Тексас. Двамата имат две дъщери – Линда Бърд Джонсън и Луси Бейнс Джонсън.

## Първа дама
През 1963 година, след убийството на Джон Кенеди, Линдън Джонсън, тогава Вицепрезидент на САЩ, след клетва става Президент на САЩ. Лейди Бърд става Първа дама, макар че Джаки Кенеди остава в Белия дом още известно време.
Тя води много активна дейност като Първа дама (предимно свързана с програма за столицата – Вашингтон и благотворителни дейностти). За първи път към нея е назначен прес-секретар.

## Късен живот
След оттеглянето на Линдън от Белия дом, Лейди Бърд продължава активното си участие в различни дейности с които се е занимавала като първа дама. Тя е най-активната бивша първа дама в САЩ. Дейността ѝ продължава през 70-те, 80-те, та дори и през 90-те години. Създава неправителствена организация, носеща нейното име – „Lady Bird Johnson Wildflower Center“.